# Centro Esportivo Olímpico de Chongqing
O Centro Esportivo Olímpico de Chongqing (chinês simplificado: 重庆市 奥林匹克体育中心) é uma arena multi-uso localizado em Chongqing, China. Foi construído em 2004 e tem capacidade para 58.680 pessoas.
Atualmente, o clube de futebol chinês Chongqing Lifan manda seus jogos neste estádio, pela disputa da Copa da China e da Super Liga Chinesa.